# Bernd Zumbe
Bernd Zumbe (* 15. September 1968 in Würselen) ist ein ehemaliger deutscher Fußballspieler.

## Karriere
Mindestens seit der Saison 1988/89 stand Zumbe im Kader von Alemannia Aachen, lief aber in fast allen Fällen nur für die zweite Mannschaft auf. Seinen einzigen Einsatz in der 2. Bundesliga in dieser Spielzeit hatte er beim 3:0-Heimsieg über Blau-Weiß 90 Berlin. Hier wurde er in der 76. Minute für Frank Weber eingewechselt. In der Saison 1989/90 kamen drei Einsätze hinzu. Nach dem Abstieg von Alemannia verließ Zumbe spätestens im Oktober 1990 den Verein, um sich dem Rheydter Spielverein anzuschließen. Sein letztes Spiel für seinen alten Verein war das 0:0 gegen seinen neuen Verein. Zur Saison 1992/93 wechselte Zumbe zu Rhenania Würselen.